# Dusmetia fuscipennis
Dusmetia fuscipennis är en stekelart som först beskrevs av John S. Noyes och Hayat 1984.  Dusmetia fuscipennis ingår i släktet Dusmetia och familjen sköldlussteklar. Inga underarter finns listade i Catalogue of Life.